# Nephalioides
Nephalioides is een kevergeslacht uit de familie van de boktorren (Cerambycidae). De wetenschappelijke naam van het geslacht werd voor het eerst geldig gepubliceerd in 1961 door Linsley.

## Soorten
Nephalioides omvat de volgende soorten:
- Nephalioides nigriventris (Bates, 1874)
- Nephalioides rutilus (Bates, 1872)